# Лайнате
Лайна̀те (на италиански: Lainate, на западноломбардски: Lainàa, Лайнаа) е град и община в Северна Италия, провинция Милано, регион Ломбардия. Разположен е на 176 m надморска височина. Населението на общината е 25 343 души (към 2010 г.).